# Irena cyanogastra
Irena cyanogastra е вид птица от семейство Irenidae. Видът е почти застрашен от изчезване.

## Разпространение
Видът е разпространен във Филипините.

Средна до сравнително голяма птица от високи гори от низините до ниски възвишения в планините. Черно по главата, гърдите и ръба на крилото, с черно-синьо тяло и бледосиня ивица на короната, петна по крилата, задница и външна опашка. Има ярко червено око. Женската е подобна на мъжката, но малко по-малка. Подобно донякъде на азиатския стъклен скорец или черния кукувиче, но филипинската приказна синя птица има отличителни сини шарки в горната част. Песента се състои от подсвиркващи фрази със среден тон.